# Forteresse de Vrnograč
La forteresse de Vrnograč se trouve en Bosnie-Herzégovine, sur le territoire du village de Vrnograč et dans la municipalité de Velika Kladuša. Elle remonte au Moyen Âge et est inscrite sur la liste des monuments nationaux de Bosnie-Herzégovine.

## Description

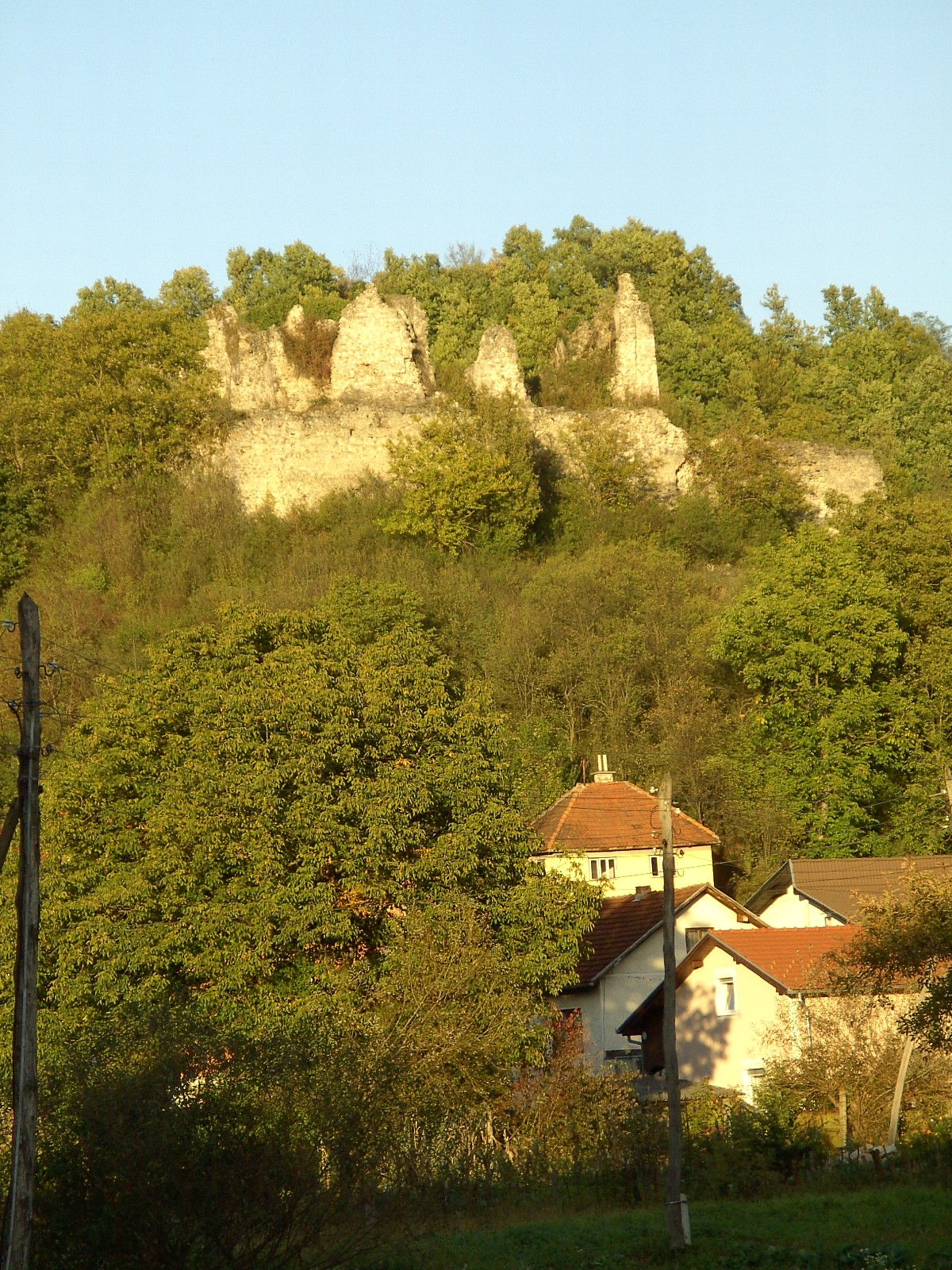
Autre vue de la forteresse